# Mikrobe des Jahres
Die Mikrobe des Jahres wurde erstmals 2014 von der Vereinigung für Allgemeine und Angewandte Mikrobiologie (VAAM) ernannt. Ziel dieser alljährlichen besonderen Herausstellung eines Mikroorganismus ist es, auf den Wert von Bakterien, Archaeen oder Pilzen für den Einzelnen und für die Gesellschaft aufmerksam zu machen. Ausgewählt wird die Mikrobe des Jahres von einer Jury aus Mikrobiologen unter Berücksichtigung insbesondere der Bedeutung des jeweiligen Mikroorganismus im Gebiet von Ökologie, Medizin, Technik, Lebensmittelwirtschaft, Energiegewinnung, Geschichte oder Forschung.
Begleitet wird die öffentliche Vorstellung der Mikrobe des Jahres in manchen Jahren von einem Schüler- und Studentenwettbewerb unter dem Motto „Findet die Mikrobe des Jahres“. Die Teilnehmer können Fotos, Videos oder andere kreative und künstlerische Gestaltungen rund um den herausgestellten Mikroorganismus einreichen und als Hauptpreise Praktikumsplätze in Schülerlaboren und Instituten gewinnen.
Die Mikrobe des Jahres wird jeweils kurz vor dem Jahreswechsel für das folgende Jahr bekannt gegeben.

## Bisherige Mikroben des Jahres
| Jahr | Name                                  | Beschreibung | Bild   |
| ---- | ------------------------------------- | --- | ------ |
| 2014 | Nostoc                                | Die Nostoc-Arten gehören zu den Cyanobakterien („Blaualgen“) und leben in einer Gallerthülle auf Wiesen und in Seen. Sie sind ein Anzeiger für ein gesundes Ökosystem und bieten Ansätze für Medikamente und Biokraftstoffe. | Nostoc |
| 2015 | Rhizobium                             | Die Arten der Gattung Rhizobium gehören zu den so genannten Knöllchenbakterien und erleichtern den Anbau von Hülsenfrüchtlern (Leguminosen); hierzu gehören wirtschaftlich bedeutende Kulturpflanzen wie Bohne, Erbse, Linse, Erdnuss und Klee. Zu den Arten der Gattung gehören u. a. Rhizobium radiobacter (auch bekannt als Agrobacterium tumefaciens) und Rhizobium rhizogenes (= Agrobacterium rhizogenes), die eng verwandt sind mit den Bradyrhizobium-Arten. |        |
| 2016 | Streptomyces                          | Streptomyceten spielen eine wichtige Rolle in der Ökologie des Bodens. Sie scheiden zahlreiche Enzyme aus und bauen damit viele komplexe Substanzen ab, beispielsweise schwer spaltbare Stoffe wie Cellulose aus Holz oder Chitin von Insektenpanzern und Pilzen. Die entstehenden kleineren Nährstoffe dienen den Streptomyceten als Nahrung. So sorgen diese Bakterien für das Recycling von Pflanzenfasern und Resten abgestorbener Organismen und tragen damit wesentlich zur Kompost- und Humusbildung bei. Auch der typische Duft frischen Waldbodens stammt von Bakterien der Gattung. Streptomyceten produzieren viele medizinisch genutzte Wirkstoffe, die Bakterien, Pilze oder Parasiten abtöten und das Wachstum von Tumoren hemmen. Streptomyces wurde bereits zwei Mal mit dem Nobelpreis geehrt: als Produzent des Antibiotikums Streptomycin (1952) und des gegen Wurminfektionen wirkenden Ivermectins (2015). |        |
| 2017 | Halobacterium salinarum               | Halobacterien gehören zu den halophilen Archaeen, die den Bakterien ähneln, jedoch enger verwandt mit Pflanzen und Tieren sind. Wie andere Archaeen ist auch Halobacterium salinarum an extreme Biotope angepasst (→ „Extremophile“), nämlich an extrem hohe Salzkonzentrationen; das Archaeon kommt in Salinen und Salzlaken vor und kann in Salzkristallen hunderte von Jahren überleben. Seine rote Farbstoffe (Karotinoide) können im Falle von Massenvermehrungen den Lebensraum rötlich-violett einfärben und sich in der Nahrungskette anreichern, sodass sie über Salinenkrebse in den Körper von Flamingos gelangen und die rosarote Farbe von deren Federkleid bestimmen. Halobacterium salinarum kann – wie Halobacterium halobium – mit Hilfe von Bacteriorhodopsin Lichtenergie in Energie für den Stoffwechsel wandeln, fand der Biochemiker Dieter Oesterhelt 1971 heraus. Bemerkenswert ist hierbei, dass ein vergleichbar aufgebautes Rhodopsin im Auge der Säugetiere für den Sehvorgang verantwortlich ist: Die Evolution der biochemischen Grundlage der visuellen Wahrnehmung wurzelt offenbar in archaischen Mikroben. Osterhelts Forschung eröffnete letztlich auch den Weg zur Optogenetik. |        |
| 2018 | Lactobacillus                         | Lactobakterien gehören zusammen mit anderen Bakteriengattungen zu den Milchsäurebakterien, die durch Gärung Milchsäure erzeugen. In vielen Kulturkreisen werden Lebensmittel erzeugt und nahezu täglich von fast allen Menschen verzehrt, die mit Hilfe von Lactobakterien produziert wurden: Hierzu gehören u. a. Käse und Joghurt, Salami und Sauerkraut, konservierte Rote Bete und Oliven, Gewürzgurken und Brot aus Sauerteig. „Lactobacillus bildet aus den vorhandenen Kohlenhydraten Milchsäure. Dadurch sinkt der pH-Wert so stark, dass sich schädliche Bakterien nicht vermehren können: Lebensmittel werden haltbar. Etwa 5000 solcher Lactobacillus-fermentierter Lebensmittel sind weltweit bekannt.“ |        |
| 2019 | Magnetospirillum                      | „Magnetische Bakterien“ wurden erstmals 1963 von dem Italiener Salvatore Bellini beschrieben. In ihrem Inneren besitzen sie Ketten aus 15 bis 30 Magnetit oder Greigit-Kristallen, die zusammen als Magnet wirken und sich wie eine Kompassnadel im magnetischen Feld horizontal ausrichten. Senkrecht zu dieser Ausrichtung können sie so erleichtert „oben“ und „unten“ unterscheiden: Unter Wasser suchen sie im Boden gezielt Schichten mit dem für sie optimalen geringen Sauerstoffgehalt auf. „In Laborversuchen übertreffen isolierte Magnetosomen die Wirksamkeit kommerzieller magnetischer Kontrastmittel deutlich; dies macht sie für die Magnetresonanztomographie (MRT) oder Bildgebungsverfahren in Forschung und medizinischer Diagnostik interessant.“ |        |
| 2020 | Myxococcus xanthus                    | „Myxococcus xanthus ist ein in der Gruppe aktiver Jäger, der andere Bakterien als Nahrungsquelle nutzt. Dazu müssen die winzigen stäbchenförmigen Bakterien miteinander kommunizieren und ihr Verhalten koordinieren.“ Die Bakterienzellen setzen jedoch nicht nur komplexe Botenstoffe frei, die der Kommunikation untereinander dienen, sondern auch Giftstoffe und Enzyme, mit deren Hilfe andere Zellen abgetötet und zersetzt werden. Forscher vermuten daher, dass die von Myxobakterien freigesetzten Wirkstoffe als Quelle für die Entwicklung neuartiger Antibiotika infrage kommen könnten. Der Name des Bakteriums ist abgeleitet von seinem Erscheinungsbild: Seine Fruchtkörper sind gelb (griech. xanthos), seine Sporen kugelig (coccos), und die Zellen produzieren einen Schleim (myxa), der die Gemeinschaft zusammenhält. |        |
| 2021 | Methanothermobacter                   | Methanothermobacter gehört – wie die Mikrobe des Jahres 2017 – zu den Archaeen. Das erste Art dieser Gattung wurde 1972 in einer Kläranlage entdeckt: Diese Mikroben bevorzugen Temperaturen um 65° Celsius und vertragen keinen Sauerstoff. Sie „ernähren“ sich von Wasserstoff, Kohlenstoffdioxid sowie einigen Spurenelementen und produzieren beispielsweise im Faulschlamm und im Faulturm von Kläranlagen aus Wasserstoff und Kohlenstoffdioxid das Biogas Methan – den Hauptbestandteil von Erdgas. „Methanothermobacter kann zu erstaunlich hohen Zellkonzentrationen wachsen. Der Organismus wird daher bereits genutzt, um ‚grünes‘ Methan im industriellen Maßstab herzustellen.“ Methanbildende Mikroben kommen aber auch in Böden, in Feuchtgebieten und in der Darmflora von Menschen sowie zum Beispiel in den spezialisierten Mägen der Wiederkäuer vor. |        |
| 2022 | Saccharomyces cerevisiae „Bäckerhefe“ | Die einzellige Bäckerhefe wird auch Backhefe oder Bierhefe (in Österreich: Germ) genannt und dient seit Jahrtausenden – dank ihrer Fähigkeit zur alkoholischen Gärung – u. a. zur Herstellung von Bier, Wein und Sake: „Natürlicherweise ernähren sich Hefezellen von Zuckerverbindungen aus Blättern und Früchten. Sie bauen Glukose oder Fruktose zu Kohlendioxid-Bläschen (CO2) und dem Alkohol Ethanol ab. Der Alkohol verschafft der Hefe einen Vorteil: Er tötet konkurrierende Mikroorganismen. Hat die Hefe den Zucker verbraucht, kann sie den selbst produzierten Ethanol weiter abbauen.“ Diese Ernährungsweise der Hefe wird ferner beim Herstellen von Hefeteig genutzt: Getreidemehl besteht großteils aus Kohlenhydraten (Ketten miteinander verknüpfter Zucker-Moleküle), die Saccharomyces cerevisiae ebenfalls als „Futter“ nutzen und zu Kohlendioxid umsetzen kann. Das Kneten verteilt die Hefezellen im Teig, Wärme regt den Stoffwechsel der Hefezellen an und die CO2-Bläschen lockern den Hefeteig. In jüngerer Zeit dient Saccharomyces cerevisiae zudem als Modellorganismus in der Biotechnologie. Bäckerhefe ist der erste eukaryotische Organismus, dessen Genom vollständig sequenziert wurde. Bereits zuvor ist es gelungen, das für die Herstellung des Hormons Insulin zuständige Gen des Menschen in Hefezellen einzugliedern, weswegen heute ein Großteil des für Diabetiker lebenswichtigen Insulins nicht mehr aus der Bauchspeicheldrüse von Schlachtvieh, sondern durch Hefezellen gewonnen wird. Auch Artemisinin, ein Wirkstoff gegen Malaria, wird dank einer gentechnischen Veränderung des Hefe-Stoffwechsels produziert. |        |
| 2023 | Bacillus subtilis                     | Bacillus subtilis gilt als gesundheitsfördernd und wird daher als Probiotikum gehandelt. In Asien „vergären“ viele Menschen Sojabohnen mit Hilfe von Bacillus subtilis zu traditionellen Nahrungsmitteln, die reich an Mineralstoffen und Vitaminen sind; ein Beispiel hierfür ist das japanische Nattō. In der Tierhaltung wird das Bakterium als Antibiotika-Alternative eingesetzt. Zudem produziert Bacillus subtilis Vitamine und Enzyme im industriellen Maßstab, etwa für Waschmittel. Seine Sporen können dem Spülwasser von Toiletten zum Beispiel auf Autobahnraststätten beigesetzt werden, wo sie schnell auskeimen, sich rasant vermehren und andere, langsamer wachsende Mikroorganismen verdrängen und für bessere hygienische Verhältnisse sorgen. Sogar in der Bauwirtschaft werden Sporen von Bacillus subtilis genutzt. In alterndem Beton entstehen kleine Risse, in die Sporen von Bacillus subtilis zur „Selbstheilung“ des Betons eingebracht werden können. Das in die Risse eindringende Wasser lässt die Sporen auskeimen, sie bilden Karbonat und füllen so die Spalten. Bacillus subtilis gilt als das bestuntersuchte grampositive Bakterium. In den Jahren 1990 bis 1997 wurde sein Genom erforscht und komplett sequenziert. In der Forschung dient Bacillus subtilis als Modellorganismus zur Erforschung der Zellwand. |        |
| 2024 | Electronema                           | Kabelbakterien können bis zu fünf Zentimeter lange Ketten aus Zehntausenden von Bakterienzellen bilden, die durch stromleitende Proteinfasern verbunden sind. Ihr mehrzelliger „Körper“ ermöglicht den Kabelbakterien eine erst 2010 entdeckte Arbeitsteilung: Tausende Zellen jedes einzelnen „Kabels“ leben im tieferen Teil des Sediments von Gewässern, wo es zwar reichlich Sulfid, aber keinen Sauerstoff gibt – der Sauerstoff befindet sich mehrere Zentimeter entfernt an der Sedimentoberfläche. Dennoch können die Kabelbakterien das Sulfid zu Sulfat oxidieren: Sie übertragen die dabei anfallenden Elektronen über die stromleitenden Fasern auf den Sauerstoff am anderen Ende des Kabels, also an die Oberfläche des Sediments. Als einzige Organismen können sie das Sulfid in einer Sedimentzone verbrauchen, wo es keinen Sauerstoff gibt: ein großer Vorteil gegenüber konkurrierenden Mikroorganismen. Der wichtigste Vertreter dieser „Kabelbakterien“ erhielt vorläufig den Namen Candidatus Electronema. Denn sie können zwar in der Natur nachgewiesen, aber noch nicht isoliert im Labor vermehrt werden. |        |
| 2025 | Corynebacterium glutamicum            | Corynebacterium glutamicum gilt als „hidden champion“ unter den Bakterien, als unbekannter Weltmarktführer: Allein 3,5 Millionen Tonnen des Geschmackstoffs Natriumglutamat produziert das Bakterium jährlich, zudem viele weitere Aminosäuren und Proteine für die Lebensmittel- und Futterproduktion. Die Corynebakterien verdanken ihren Namen ihrer Keulen-Form – griechisch coryne. |        |

## Belege
1. ↑  Felicitas Pfeifer: Mikrobe des Jahres 2014 – das Cyanobakterium Nostoc. In: Biologie in unserer Zeit. Band 44, Nr. 5, 2014, S. 283, doi:10.1002/biuz.201490068, Volltext (PDF).
2. ↑  Sehr klein, jedoch sehr bedeutend. Rhizobium ist Mikrobe des Jahres 2015. Auf: scinexx.de vom 10. Februar 2015.
3. ↑  Mikrobe des Jahres: Rhizobium ruft zum Wettkampf. Auf: agrarzeitung.de vom 10. Februar 2015.
4. ↑  Schüler findet die Mikrobe des Jahres 2014! Sieger des Wettbewerbs mit Praktikum ausgezeichnet. Auf: idw-online.de vom 2. Oktober 2014.
5. ↑  Pfullendorfer Brüder finden Mikrobe des Jahres. Auf: suedkurier.de vom 7. Oktober 2014.
6. ↑  „Mikrobe des Jahres“ gekürt. Nostoc ist eine wahre Überlebenskünstlerin. Auf: rhein-neckar-zeitung.de vom 18. April 2014.
7. ↑  Harald Engelhardt: Mikrobe des Jahres 2014: Nostoc – Multitalent mit bewegter Vergangenheit. In: BIOspektrum. Band 20, Nr. 2, 2014, S. 234–235, doi:10.1007/s12268-014-0431-4.
8. ↑  Iris Maldener: Nostoc, ein prokaryotischer Vielzeller. Mikrobe des Jahres 2014. In: Biologie in unserer Zeit. Band 44, Nr. 5, 2014, S. 304–310, doi:10.1002/biuz.201410545.
9. ↑  Timo H. J. Niedermeyer: Biologisch aktive Naturstoffe aus Cyanobakterien der Gattung Nostoc. In: BIOspektrum. Band 20, Nr. 2, 2014, S. 151–153, doi:10.1007/s12268-014-0420-7.
10. ↑  Susanne Zehner und Michael Göttfert: Knöllchenbakterien: Helfer der Landwirtschaft. Mikrobe des Jahres 2015. In: Biologie in unserer Zeit. Band 45, Nr. 5, 2015, S. 296–302, doi:10.1002/biuz.201510573.
11. ↑  Giftige Symbiose. Kieler Studie zeigt: Mikrobe des Jahres verantwortlich für Pflanzengifte. Auf: idw-online vom 17. März 2015.
12. ↑  Harald Engelhardt: Symbiotische Bakterien machen Pflanzen genügsam und Menschen satt. In: BIOspektrum. Band 21, Nr. 2, 2015, S. 232–233, doi:10.1007/s12268-015-0564-0.
13. ↑  Anke Becker: Knöllchensymbiose – wenn Pflanzen und Bakterien sich verstehen. In: BIOspektrum. Band 21, Nr. 2, 2015, S. 151–153, doi:10.1007/s12268-015-0551-5.
14. ↑  Simon Irmer et al.: New aspect of plant–rhizobia interaction: Alkaloid biosynthesis in Crotalaria depends on nodulation. In: PNAS. Band 112, Nr. 13, 2015, S. 4164–4169, doi:10.1073/pnas.1423457112.
15. ↑  Hildgund Schrempf und Ullrich Keller: Streptomyceten: Relevanz für Ökologie, Medizin und Biotechnologie. In: BIOspektrum. Band 22, Nr. 1, 2016, S. 22–25, Volltext (PDF) (Memento vom 16. Februar 2016 im Internet Archive).
16. ↑  Streptomyces: Mikrobe des Jahres rettet viele Menschenleben. In: ÄrzteZeitung vom 16. Februar 2016, Volltext.
17. ↑  Mikrobe des Jahres 2016: Streptomyces – Nobelpreisträger und Recycling-Profi. Auf: idw-online.de vom 11. Februar 2016.
18. ↑  Harald Engehardt: Streptomyces, Mikrobe des Jahres 2016: Streptomyceten – die Pharmazeuten unter den Mikroben. In: BIOspektrum. Band 22, Nr. 1, 2016, S. 104–106, Volltext (PDF). (Memento vom 11. Februar 2016 im Internet Archive).
19. ↑  Mikrobe des Jahres 2017: Halobacterium salinarum – die einzellige Urform des Sehens. Auf: vaam.de, zuletzt abgerufen am 21. Mai 2022.
20. ↑  Felicitas Pfeifer: Rote Überlebenskünstler in Salzlagunen. In: BIOspektrum. Nr. 1, 2017, Volltext (PDF). (Memento vom 24. Januar 2017 im Internet Archive).
21. ↑  Christina Beck: Einzeller bringen Licht in die Neurobiologie. In: MaxPlanckForschung. Nr. 3, 2014, S. 18–25, Volltext (PDF).
22. ↑  Harald Engelhardt: Brachten Mikroben uns das Augenlicht? In: BIOspektrum. Nr. 1, 2017, Volltext (PDF). (Memento vom 1. Mai 2019 im Internet Archive).
23. ↑  Peter Hegemann und Andreas Möglich: Was ist Optogenetik? In: Humboldt-Spektrum. Nr. 1, 2012, S. 10–17, Volltext (PDF).
24. ↑  Stefan Streif: Understanding Phototaxis of Halobacterium salinarum. Dissertation, Otto-von-Guericke Universität und Institut für Automatisierungstechnik, Magdeburg 2011, doi:10.2370/9783844000917.
25. ↑  Mikrobe des Jahres 2018: Lactobacillus – lecker und gesund. Auf: vaam.de, zuletzt abgerufen am 21. Mai 2022.
26. ↑  Charles M. A. Franz et al.: Lactobacillus – Mikrobe des Jahres 2018. Unser täglich Brot: Helfer in der Lebensmittelfermentation. In: BIOspektrum. Nr. 1, 2018, doi:10.1007/s12268-018-0886-9, Volltext (PDF).
27. ↑  Mikrobe des Jahres 2019: Magnetospirillum: Bakterielle Orientierung – anziehend für Zukunftsforschung. Auf: vaam.de vom 28. Dezember 2018.
Siehe auch:
 Magnetospirillum-Forscher der ersten Stunde: Fragen an Prof. Dr. Dirk Schüler, Universität Bayreuth. Auf: vaam.de vom 28. Dezember 2018.
28. ↑  Mikrobe des Jahres 2020: Myxococcus xanthus – ein soziales und kommunikatives Bakterium. Auf: vaam.de vom 28. Dezember 2019.
29. ↑  Cystobactamid: Antibiotika der Zukunft? In: In Fact. Das Magazin des Helmholtz-Zentrums für Infektionsforschung. Nr. 1, Mai 2019, S. 13. Zugleich auf: helmholtz-hzi.de, Mai 2019, zuletzt abgerufen am 21. Mai 2022.
30. ↑  Bedeutend für Wasser, Klima, Energiewende: Methanothermobacter ist Mikrobe des Jahres 2021. Auf: idw-online.de vom 22. Dezember 2020.
31. ↑  Mikrobe des Jahres 2022: Bäckerhefe Saccharomyces cerevisiae. (Memento vom 21. Dezember 2021 im Internet Archive) Im Original publiziert auf vaam.de.
32. ↑  Mikrobe des Jahres 2023: Bacillus subtilis – für Gesundheit und Technik. Auf: vaam.de, abgerufen am 30. Dezember 2022.
33. ↑  Christine Diethmaier et al.: A novel factor controlling bistability in Bacillus subtilis: the YmdB protein affects flagellin expression and biofilm formation. In: Journal of Bacteriology. Band 193, Nr. 21, 2011, doi:10.1128/JB.05360.
34. ↑  Mikrobe des Jahres 2024: Kabelbakterium Electronema: Lebender Stromleiter. Auf:  vaam.de vom 19. Dezember 2023.
35. ↑  Miokrobe des Jahres 2025. Auf: vaam.de vom 19. Dezember 2024.